# الدز کورنر (مینه‌سوتا)
الدز کورنر (به انگلیسی: Eldes Corner) یک منطقهٔ مسکونی در ایالات متحده آمریکا است که در مینه‌سوتا واقع شده‌است. الدز کورنر ۳۵۳٫۸۸ متر بالاتر از سطح دریا واقع شده‌است.